# Panicum stoloniferum
Panicum stoloniferum är en gräsart som beskrevs av Jean Louis Marie Poiret. Panicum stoloniferum ingår i släktet vipphirser, och familjen gräs. Inga underarter finns listade i Catalogue of Life.